# هنريتا مايز سميث
هنريتا مايز سميث (بالإنجليزية: Henrietta M. Smith)‏ هي أمينة مكتبة أمريكية، ولدت في 2 مايو 1922 في هارلم في الولايات المتحدة.